# Дерпен
Дерпен (њем. Dörpen) општина је у њемачкој савезној држави Доња Саксонија. Једно је од 60 општинских средишта округа Емсланд. Према процјени из 2010. у општини је живјело 4.920 становника. Посједује регионалну шифру (AGS) 3454008.

## Географски и демографски подаци
Дерпен се налази у савезној држави Доња Саксонија у округу Емсланд. Општина се налази на надморској висини од 16 метара. Површина општине износи 33,1 km². У самом мјесту је, према процјени из 2010. године, живјело 4.920 становника. Просјечна густина становништва износи 149 становника/km².